# Нематеріальні блага
Нематеріальні блага — явища та цінності, які здатні задовольняти потреби людини, невіддільні від особистості (носія), і не мають економічного змісту.
Вони можуть класифікуватися на короткочасні і довготривалі, приватні і суспільні тощо.

## У цивільному праві
Нематеріальні блага є об'єктами цивільних прав, тобто на них спрямовані цивільні права та цивільні обов'язки суб'єктів.
У Цивільному кодексі України нематеріальні блага згруповані у три категорії:
- Особисті немайнові блага;
- Інформація;
- Результати інтелектуальної, творчої діяльності.

### Особисті немайнові блага
Більшість немайнових благ є природною властивістю фізичної особи. До немайнових благ, які охороняються цивільним законодавством, належать:
- здоров'я,
- життя,
- честь,
- гідність,
- ділова репутація,
- ім'я (найменування),
- авторство,
- свобода літературної, художньої, наукової і технічної творчості.

Більшість із них можуть належати тільки фізичній особі, проте деякі блага можуть бути також об'єктом цивільних прав юридичної особи (найменування, ділова репутація). Це пов'язано з тим, що фізична особа може мати усі особисті немайнові права, встановлені законодавством, а юридична особа — тільки ті особисті немайнові права, які не суперечать суті юридичної особи.
Ознаки особистих немайнових благ:
1. особистий або «особистісний» характер;
2. позбавлені майнового (економічного) змісту;
3. неможливість відчуження;
4. безстроковий характер;
5. абсолютний характер;
6. специфіка виникнення та припинення.

### Інформація
У ст. 200 ЦК дано визначення інформації як документованих або публічно оголошених відомостей про події та явища, що мали або мають місце у суспільстві, державі та навколишньому середовищі.
Інформація як об'єкт має свої особливості. Це здатність до багаторазового використання, неможливість її знищення, а при передачі — можливість збереження в особи, яка її передала тощо. Інформація може тиражуватися та поширюватися в необмеженій кількості екземплярів без зміни її змісту, і це є її специфічною особливістю. Вона може бути відома багатьом, а якщо зберігається на матеріальному носії — то і належати одночасно необмеженій кількості осіб.
Об'єктом інформаційних відносин найчастіше є відповідним чином оброблена інформація (така, що міститься на матеріальному носії), яка має відповідні реквізити, що дозволяють її ідентифікувати.
Регулювання питань про надання та використання інформації здійснюється за допомогою спеціальних правових інститутів, наприклад, інституту державної таємниці. Також важливими є правові інститути службової або комерційної таємниці (так зв. ноу-хау).

### Результати інтелектуальної, творчої діяльності
До об'єктів цивільних прав належать результати інтелектуальної, творчої діяльності та інші об'єкти права інтелектуальної власності. Зокрема, продуктами творчої діяльності є твори науки, літератури, мистецтва незалежно від форми, призначення, цінності, а також способу відтворення.
Інтелектуальну діяльність можна структурувати на літературно-мистецьку та науково-технічну діяльність. Узагальненою формою інтелектуальної діяльності є інтелектуальний продукт — представлена на матеріальних носіях інформація, яка містить певне нове знання.
Результати творчої діяльності поділяються на три великі групи: об'єкти літературно-художньої власності; об'єкти промислової власності; засоби індивідуалізації учасників цивільного обігу товарів і послуг.

## В етиці та релігії
Словник Брокгауза і Єфрона дає таке визначення духовних благ:
|                                                    | Розуміння краси й істини, що приносить духовну насолоду, задоволення розумних прагнень людини.Оригінальний текст (рос.) Духовные блага — понимание красоты и истины, доставляющее духовное наслаждение, удовлетворение разумным стремлениям человека |
| — Проф. І. Андреєвський, ЕСБЄ, стаття Благо, добро | |

У такому розумінні це поняття вживається в релігійній літературі та публіцистиці.